# Virginia Duțu
Virginia Duțu (n. 28 octombrie 1953, Moinești, Bacău, România) este o fostă baschetbalistă română.

## Carieră
A făcut parte din Naționala României, alături de care a jucat la Campionatele Europene din 1976 .